# Хауптвиль-Готтсхаус
Хауптвиль-Готтсхаус (нем. Hauptwil-Gottshaus) — коммуна в Швейцарии, в кантоне Тургау.
Площадь 12.49 км², население 2040 человек (на 31 декабря 2022 года). Официальный код — 4486.
Образована 1 января 1996 года при слиянии коммун Хауптвиль и Готтсхаус в составе округа Бишофсцелль. 1 января 2011 года перешла в состав округа Вайнфельден.
В состав коммуны входят населённые пункты Хауптвиль, Вилен (Готтсхаус), Ст.-Пелагиберг (нем. St. Pelagiberg), часть Бишофсцелля и несколько деревень между ними.

## Население
| Населённый пункт  | 31.12.2018 | 31.12.2022 |
| ----------------- | ---------- | ---------- |
| Бишофсцелль       | 97         |            |
| Хауптвиль         | 1213       |            |
| Ст.-Пелагиберг    | 340        |            |
| Вилен (Готтсхаус) | 291        |            |
| Итого             | 1941       | 2040       |